# Phlegetonia carnea
Phlegetonia carnea là một loài bướm đêm trong họ Noctuidae.